# Quadrastichus misellus
Quadrastichus misellus är en stekelart som först beskrevs av Vittorio Luigi Delucchi 1954.  Quadrastichus misellus ingår i släktet Quadrastichus och familjen finglanssteklar. Inga underarter finns listade i Catalogue of Life.